# 拿費爾·施華 (1992年出生足球運動員)
拿費爾·達施華（Rafael da Silva，1992年4月4日—），是一名巴西職業足球員，司職前鋒，目前效力中国足球协会甲级联赛球隊武汉卓尔。

## 球員生涯
2014年8月，拿費爾·達施華由瑞士挑戰聯賽球會盧加諾加盟日職聯新潟天鵝。 2014年9月20日，拿費爾·達施華代表新潟天鵝首次上陣，但新潟天鵝作客以2:0不敵廣島三箭。2014年10月5日，拿費爾·達施華在新潟天鵝對川崎前鋒的比賽中取得首個日職聯入球。
2016年12月7日，宣布加盟浦和紅鑽。其後為浦和紅鑽贏得2017年亞足聯冠軍聯賽冠軍。
2018年1月17日，浦和红钻官方昨日宣拉斐尔·席尔瓦将离队，前往中国接受中甲球队武汉卓尔的体检。2月3日，武汉卓尔官方宣布拉斐尔·席尔瓦加盟。